# Песковка (Киевская область)
Песко́вка (укр. Пісківка) — посёлок, входит в Бучанский район Киевской области Украины.

## История
Поселение возникло в конце XVI — начале XVII вв.
Посёлок городского типа с 1938 года. В ходе Великой Отечественной войны в 1941—1943 гг. селение находилось под немецкой оккупацией.

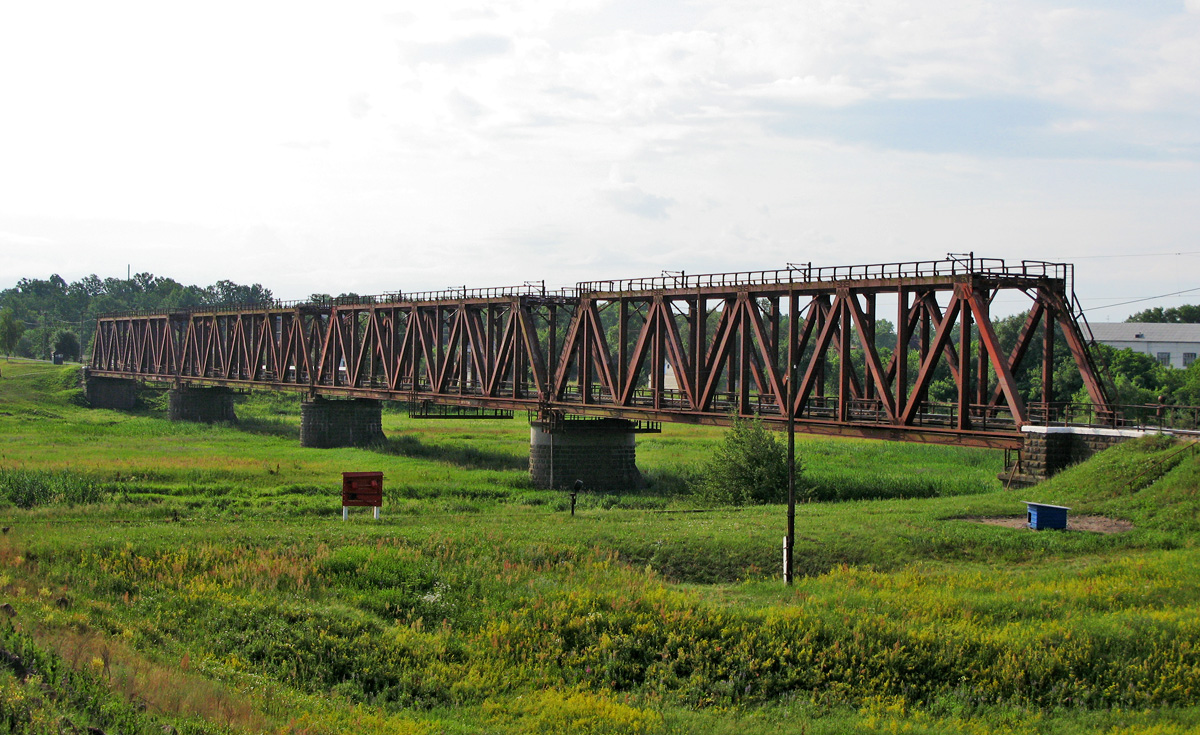
Железнодорожный мост через реку Тетерев

В 1971 году здесь действовали стеклотарный завод, лесопильный завод, хлебозавод, лесхоззаг, лесная опытно-производственная станция, две средние школы, вечерняя школа рабочей молодёжи, больница, 8 библиотек и 4 клуба.

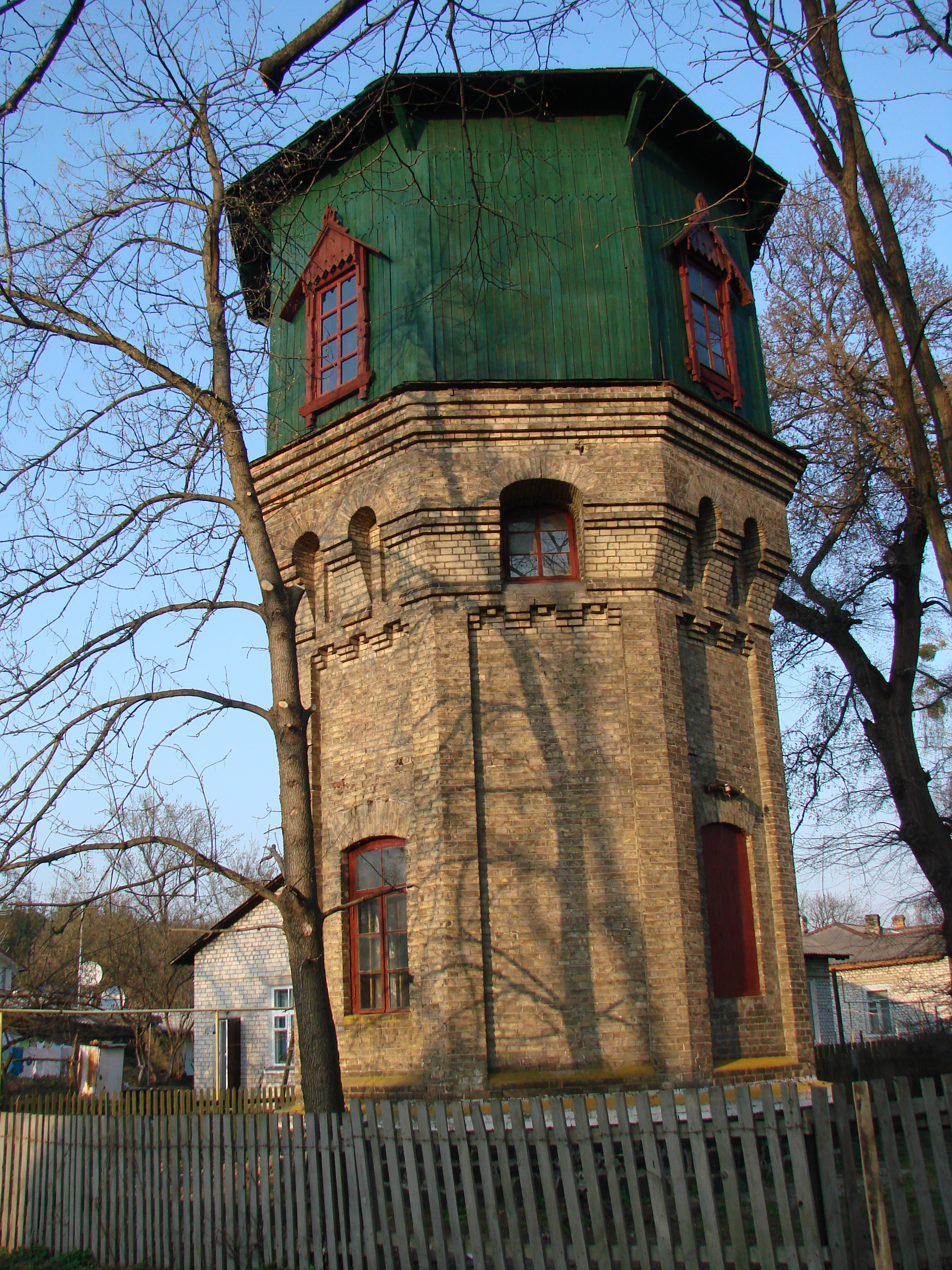
Водонапорная башня начала ХХ ст.

В 1982 году численность населения составляла 7,5 тыс. человек, здесь действовали деревообрабатывающий комбинат (крупнейшее предприятие посёлка), завод стеклоизделий, лесотарный цех Бучанского экспериментально-тарного завода, хлебозавод, лесхоззаг, больница, фельдшерско-акушерский пункт, две общеобразовательные школы, пять библиотек и два клуба.
В январе 1989 года численность населения составляла 8038 человек.
В мае 1995 года Кабинет министров Украины утвердил решение о приватизации находившегося здесь завода стеклоизделий.
На 1 января 2013 года численность населения составляла 7026 человек.
В 2016 году Песковский и Мигулковский сельсовет объединились в Песковскую ОТГ. На территории Громады в 2019 году была проведены пробная перепись населения.

## Местный совет
07820, Киевская область, Бучанский район, пгт. Песковка, ул. Дачная, 66

## Экономика
В поселке расположены: ГП «Тетеровский лесхоз», ООО «Песковский завод стеклоизделий», ГП «Тетеревлес», филиал ГП «Укрвоенстрой», ЧАО/ООО «Центр Трубоизоляция», всего зарегистрировано 28 субъектов предпринимательской деятельности.

## Транспорт

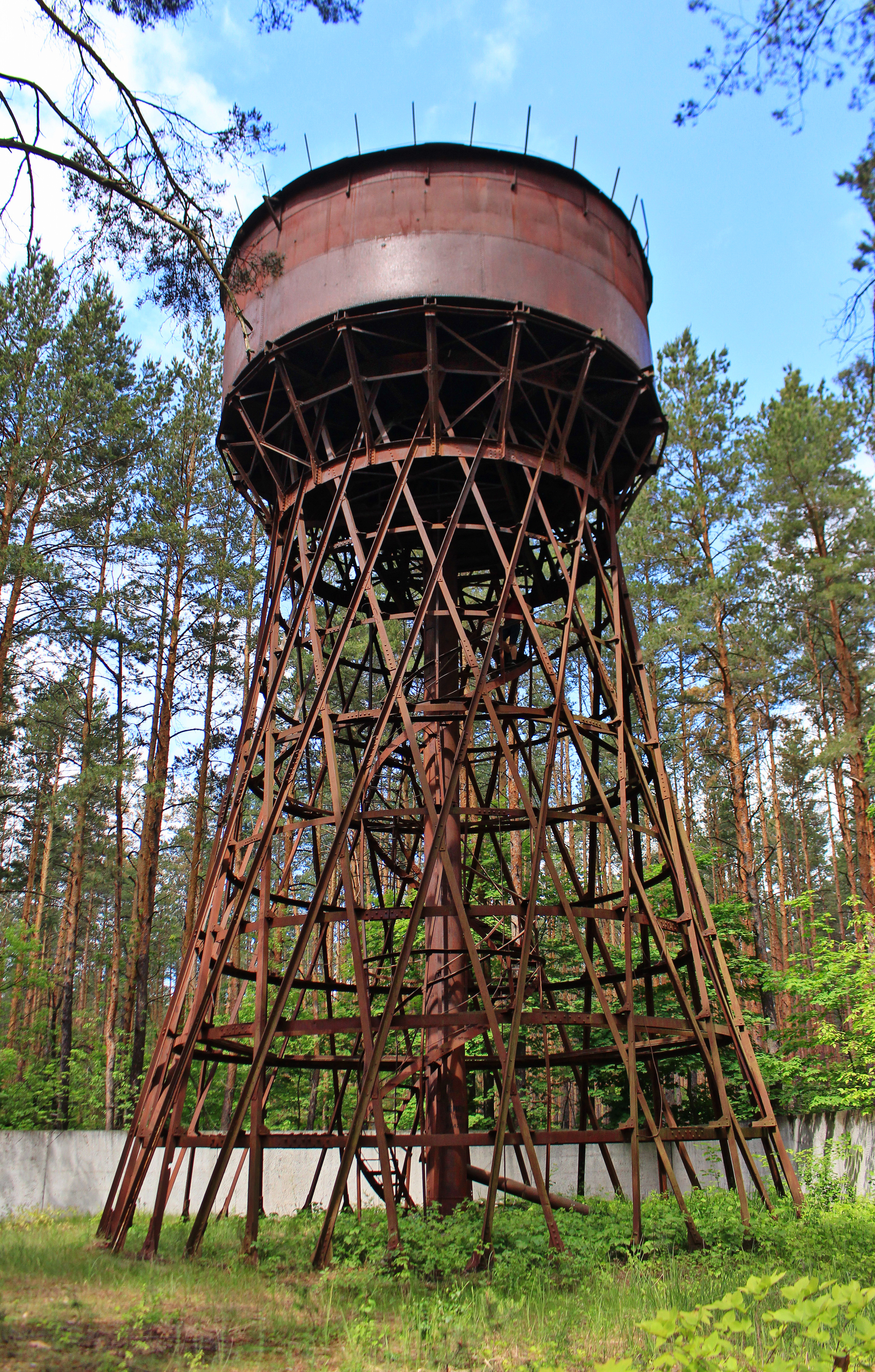
Шуховская башня нач. XX ст.

В посёлке находится 2 железнодорожных станции — Тетерев и Песковка (на линии Киев — Коростень).
Также есть автобусы сообщением с Киевом, Иванковом, Радомышлем и Мигалками.

## Достопримечательности
- Песковский Спасо-Преображенский монастырь[9]
- Водонапорная башня железнодорожной станции (нач. XX ст.)
- Шуховская гиперболоидная водонапорная башня (1-я треть XX в.)
- Мемориалы Второй мировой войны

## Персоналии
- Лазебная Марина Владимировна (род. 1975) — министр социальной политики Украины (с 2020 года), кандидат экономических наук.
- Виктор Лупейко[укр.] (1929—2010) — писатель, с 1964 года жил и работал в поселке.